# Nandwahi
Nandwahi ist ein Verwaltungsbezirk (englisch Ward) des Distrikts Newala in der tansanischen Region Mtwara.

## Geografie
Nandwahi liegt im Südosten von Tansania etwa 90 Kilometer Luftlinie südwestlich der Regionshauptstadt Mtwara. Der Bezirk grenzt im Nordosten an Luagala, im Osten an Chaume, im Süden an Manyeu und in einem Punkt an Mtopwa, im Südwesten an Muungano, im Westen an Kitangari und Maputi und im Nordwesten an Chiwonga. Bei der Volkszählung 2022 lebten 7612 Menschen in 2372 Haushalten auf einer Fläche von 70 Quadratkilometern.

## Gliederung
Der Bezirk besteht aus sieben Gemeinden (Mtaa) mit 17 Orten (Kitongoji):
| Nandwahi - Newala - Sokoni Godauni - Likula - Tankini | Madaba - Azimio - Madaba | Mbembele - Mongomongo - Ziarani | Vihokoli - Vihokoli - Karibu - Nandeda | Chikunda / Lubido - Mchimile - Likula | Mpirani - Mpirani - Tandika | Chipito - Miembeni - Sokoine |

## Infrastruktur
- Bildung: Die Vihokoli Secondary School ist eine staatliche weiterführende Schule, die als Tagesschule Jugendliche bis zur 4. Stufe ausbildet.[8]
- Gesundheit: Im Bezirk gibt es eine staatliche Apotheke.[9]